# Herbert Backe
Herbert Backe (1. května 1896 Batumi – 6. dubna 1947 Norimberk) byl německý nacistický politik. Během ruské občanské války se mu povedlo dostat do Německa. V letech 1942–1945 byl německým říšským ministrem pro výživu. Šlo o osobního přítele Reinharda Heydricha. V roce 1947 se ve své cele oběsil.

## Plán vyhladovění
Backeho si osobně vybral Alfred Rosenberg, říšský ministr pro okupovaná východní území (Reichsminister für die besetzten Ostgebiete), jako státního sekretáře Říšského komisariátu Ukrajina, kde měl za úkol provádět politiku vyhladovění (Der Hungerplan také Der Backe-Plan). Cílem bylo vyhladovět slovanské obyvatelstvo východních, Německem okupovaných území. Dodávky všech potravin směřovaly do Německa a vojákům wehrmachtu, bojujícím na východní frontě. Nejvýznamnějším Backeho spolupachatelem byl Hans-Joachim Riecke, který řídil zemědělskou sekci východního ekonomického vedení. Podle historika Timothy Snydera v důsledku Backeho plánu „4.2 miliónu sovětských občanů (převážně Rusů, Bělorusů a Ukrajinců) bylo v letech 1941–1944 vyhladověno německými okupanty.“
Backe byl zajat Američany a obviněn z válečných zločinů v Norimberském procesu. V cele v Norimberku spáchal 6. dubna 1947 sebevraždu.

## Vyznamenání
- Železný kříž, I. třída
- Železný kříž, II. třída
- SS-Ehrenring
- Zlatý stranický odznak